# Patinoire de Kuusankoski
La patinoire de Kuusankoski (en finnois : Kuusankosken jäähalli) est une patinoire située dans le quartier Naukio de Kuusankoski à Kouvola en Finlande.

## Présentation
La patinoire de Kuusankoski est construite en 1998 dans le parc des sports de Kuusankoski à côté de la piscine de Kuusankoski.
L'équipe HC Kuusankoski de la troisième ligue de hockey sur glace y joue ses matchs à domicile. 
La patinoire a une tribune d'un côté et un café à l'autre extrémité. 
En été, il est également possible d'y jouer au roller hockey.

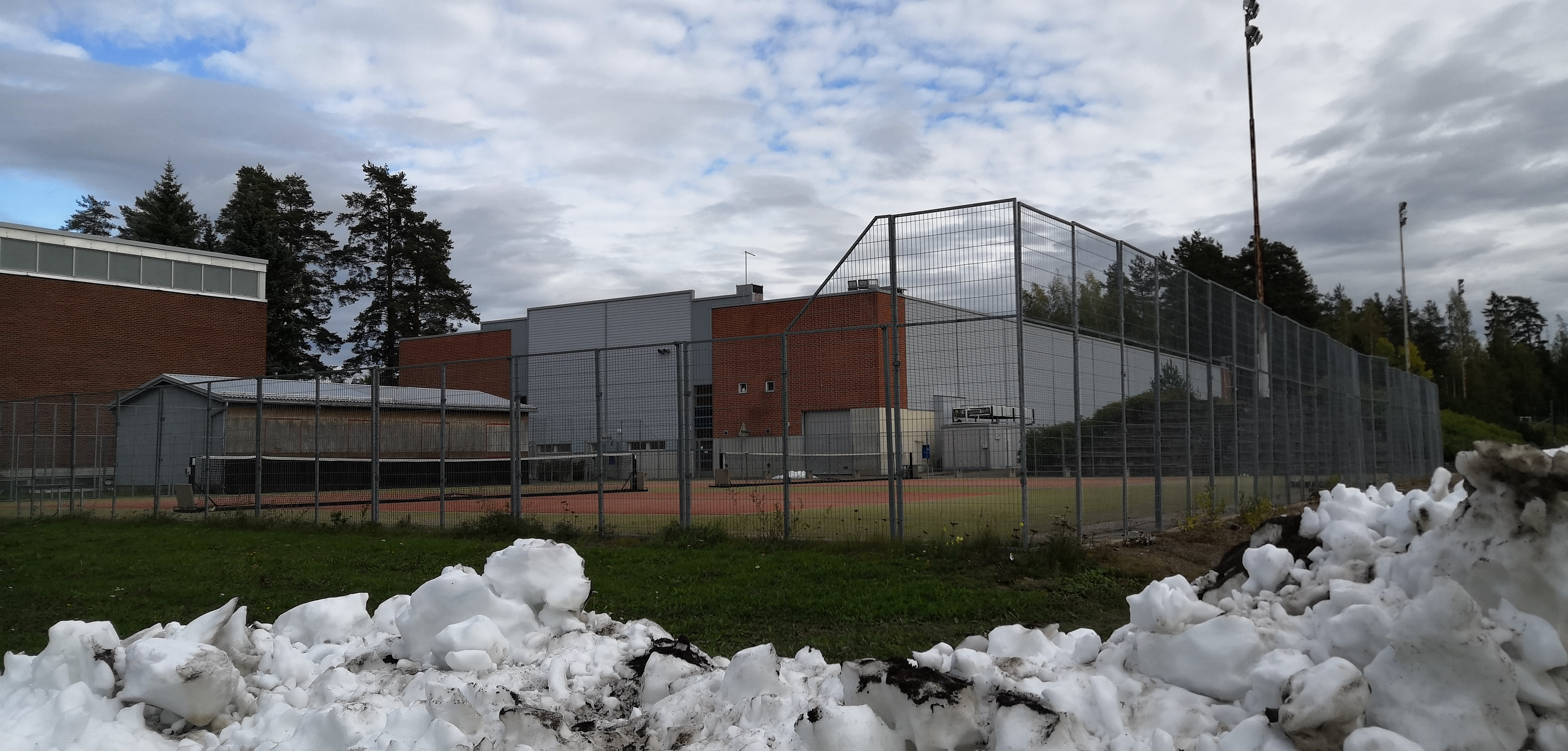
La patinoire de Kuusankoski.